# Morti il 22 dicembre
| Questa pagina contiene informazioni ricavate automaticamente dalle voci biografiche con l'ausilio del template Bio e di un bot. L'aggiornamento è periodico e automatico e ricostruisce completamente la pagina. Se manca una persona in questa lista, sei pregato di non aggiungerla, ma accertati piuttosto che la sua voce biografica contenga il template Bio e che i dati anagrafici siano correttamente compilati. Se il template Bio manca, inseriscilo tu stesso o, in alternativa, metti l'avviso {{tmp\|Bio}} che ne segnala la mancanza. Se i dati riportati sono sbagliati, correggi direttamente la voce biografica; le modifiche saranno visibili in questa lista entro pochi giorni. Per chiarimenti vedi il progetto biografie. La lista contiene solo le 543 persone che sono citate nell'enciclopedia e per le quali è stato implementato correttamente il template Bio. Pagina aggiornata al 29 lug 2025. |

## I secolo(2)
- 69 - Vitellio Germanico, politico romano (n. 63)
- 69 - Lucio Vitellio il Giovane, politico romano (n. 16)

## IV secolo(1)
- 362 - Flaviano di Montefiascone, romano

## VIII secolo(1)
- 707 - Felice II di Metz, vescovo franco

## IX secolo(1)
- 806 - Fardolfo di Saint-Denis, abate longobardo

## XI secolo(1)
- 1100 - Bretislao II di Boemia, sovrano boemo

## XII secolo(1)
- 1115 - Olav Magnusson di Norvegia, re (n. 1099)

## XIII secolo(3)
- 1204 - Fujiwara no Shunzei, poeta e monaco buddista giapponese (n. 1114)
- 1267 - Matilde di Brabante
- 1268 - Ronald Guternbach, politico e scrittore tedesco (n. 1194)

## XIV secolo(2)
- 1316 - Egidio Romano, arcivescovo cattolico, teologo e filosofo italiano
- 1397 - Guido II di Blois-Châtillon, nobile

## XV secolo(4)
- 1419 - Giovanni XXIII, cardinale, vescovo cattolico e mercante italiano
- 1476 - Isabella Neville, principessa britannica (n. 1451)
- 1480 - Basarab III Laiotă cel Bătrân, principe (n. 1431)
- 1491 - Giano di Savoia, conte (n. 1440)

## XVI secolo(11)
- 1508 - Eric II di Meclemburgo, nobile (n. 1483)
- 1530 - Willibald Pirckheimer, umanista, politico e giurista tedesco (n. 1470)
- 1542 - Hieronymus Łaski, nobile e ambasciatore polacco (n. 1496)
- 1561 - Taddeo Gaddi, cardinale e arcivescovo cattolico italiano (n. 1520)
- 1562 - João Nunes Barreto, patriarca cattolico e gesuita portoghese (n. 1519)
- 1564 - Egidio Foscarari, teologo e vescovo cattolico italiano (n. 1512)
- 1572 - François Clouet, pittore francese (n. 1515)
- 1574 - Alessandro Crivelli, cardinale e vescovo cattolico italiano (n. 1514)
- 1580 - Giovanni Boccalini, architetto italiano
- 1585 - Vittoria Accoramboni, nobildonna italiana (n. 1557)
- 1596 - Rocco Guerrini, militare e architetto italiano (n. 1525)

## XVII secolo(16)
- 1603 - Mehmed III, sultano ottomano (n. 1566)
- 1612 - Francesco IV Gonzaga, nobile italiano (n. 1586)
- 1616 - Jacob Le Maire, navigatore olandese (n. 1585)
- 1622 - Ermolao II Barbaro, patriarca cattolico italiano (n. 1548)
- 1622 - Giulio Cesare Cortese, poeta italiano (n. 1575)
- 1628 - Songtham, sovrano siamese (n. 1590)
- 1634 - Matthäus Rader, gesuita, umanista e filologo tedesco (n. 1561)
- 1640 - Claudio di Bullion, avvocato, politico e diplomatico francese (n. 1569)
- 1641 - Massimiliano di Béthune, politico francese (n. 1559)
- 1646 - Pietro Mogila, vescovo ortodosso moldavo (n. 1596)
- 1660 - André Tacquet, matematico belga (n. 1612)
- 1666 - Guercino, pittore italiano (n. 1591)
- 1681 - Luigi Bernini, architetto, ingegnere e scultore italiano (n. 1612)
- 1683 - Carlo Calà, nobile, giurista e magistrato italiano (n. 1617)
- 1687 - Matthias Nicoll, politico inglese (n. 1630)
- 1699 - Michelangelo Mattei, patriarca cattolico e nobile italiano (n. 1628)

## XVIII secolo(24)
- 1701 - Gaetano Zumbo, abate e scultore italiano (n. 1656)
- 1704 - Selim I Giray (n. 1631)
- 1707 - Paolo Casati, matematico, astronomo e teologo italiano (n. 1617)
- 1708 - Edvige Sofia di Svezia, sovrana svedese (n. 1681)
- 1713 - Carlo Giuseppe Giovan Battista Tana, nobile, diplomatico e scrittore italiano (n. 1649)
- 1714 - Tommaso Bai, compositore e cantore italiano
- 1720 - Luigi Caroelli, giurista e avvocato italiano (n. 1644)
- 1724 - Lodewijck van Ludick, pittore olandese (n. 1629)
- 1727 - Louis Phélypeaux, politico e funzionario francese (n. 1643)
- 1728 - René Pignon Descoteaux, flautista francese
- 1729 - Michel Baron, attore teatrale e drammaturgo francese (n. 1653)
- 1738 - Jean-Joseph Mouret, compositore francese (n. 1682)
- 1748 - Giovanni Nepomuceno Carlo del Liechtenstein, principe austriaco (n. 1724)
- 1754 - Willem van Keppel, II conte di Albemarle, militare britannico (n. 1702)
- 1755 - Albertina Federica di Baden-Durlach, principessa tedesca (n. 1682)
- 1764 - László Amade, poeta ungherese (n. 1703)
- 1766 - Thomas-Simon Gueullette, drammaturgo francese (n. 1683)
- 1767 - John Newbery, scrittore e editore britannico (n. 1713)
- 1772 - Carlo Giuseppe Capra, vescovo cattolico italiano (n. 1712)
- 1788 - Percivall Pott, chirurgo britannico (n. 1714)
- 1789 - George Clavering-Cowper, III conte Cowper, nobile e politico inglese (n. 1738)
- 1797 - Giovanni Marco Rutini, compositore e clavicembalista italiano (n. 1723)
- 1798 - Francesco Eugenio Guasco di Castelletto, nobile, religioso e letterato italiano (n. 1725)
- 1798 - Nikolaus Joseph Albert von Diesbach, gesuita e scrittore svizzero (n. 1732)

## XIX secolo(68)
- 1801 - Andrea Comparetti, medico e scienziato italiano (n. 1745)
- 1801 - Jovan Rajić, storico, teologo e docente serbo (n. 1726)
- 1808 - Michelangelo Alessandro Colli-Marchini, generale e diplomatico italiano (n. 1738)
- 1808 - Samuel Shelley, pittore e incisore britannico (n. 1750)
- 1811 - François Devosge, scultore e pittore francese (n. 1732)
- 1814 - Pieter Faes, pittore fiammingo (n. 1750)
- 1815 - José María Morelos y Pavón, presbitero e patriota messicano (n. 1765)
- 1817 - Sofia Carolina Maria di Brunswick-Wolfenbüttel, principessa (n. 1737)
- 1818 - Eustache-Nicolas Pigeau, giurista e avvocato francese (n. 1750)
- 1819 - Johann Peter Beaulieu, generale austriaco (n. 1725)
- 1820 - Vincenzo Chiarugi, medico italiano (n. 1759)
- 1822 - Cipriano Pelli, pittore, politico e scenografo svizzero (n. 1750)
- 1824 - Francesco Carradori, scultore italiano (n. 1747)
- 1828 - Rachel Jackson, first lady statunitense (n. 1767)
- 1828 - Karl Mack von Leiberich, feldmaresciallo austriaco (n. 1752)
- 1828 - William Hyde Wollaston, chimico e fisico inglese (n. 1766)
- 1831 - Giuseppe del Rosso, architetto italiano (n. 1760)
- 1835 - David Hosack, medico e botanico statunitense (n. 1769)
- 1835 - Franz Paula von Schrank, botanico e entomologo tedesco (n. 1747)
- 1840 - Henri-Pierre Delaage, generale francese (n. 1766)
- 1846 - Jean-Baptiste Bory de Saint-Vincent, naturalista francese (n. 1778)
- 1848 - Luigi Colla, avvocato, politico e botanico italiano (n. 1766)
- 1851 - Bernardo Antonino Squarcina, vescovo cattolico italiano (n. 1780)
- 1852 - James Francis Stephens, entomologo, ornitologo e zoologo inglese (n. 1792)
- 1853 - Manuel María Lombardini, politico e generale messicano (n. 1802)
- 1853 - Vincenzo Ottaviani, medico, micologo e botanico italiano (n. 1790)
- 1854 - Bengt Erland Fogelberg, scultore svedese (n. 1786)
- 1854 - Manuel Jimenes, politico dominicano (n. 1808)
- 1855 - Giuseppe Gaetano Descalzi, ebanista italiano (n. 1767)
- 1857 - Nicola Blanc, imprenditore e politico italiano (n. 1780)
- 1858 - Lucia Gomez Paloma, patriota italiana
- 1859 - Robert McAlpin Williamson, politico statunitense
- 1863 - Michele Caruso, brigante italiano (n. 1837)
- 1865 - Albert Oppel, geologo e paleontologo tedesco (n. 1831)
- 1865 - Franz Schuh, chirurgo e patologo austriaco (n. 1804)
- 1866 - Thomas-Marie-Joseph Gousset, cardinale e arcivescovo cattolico francese (n. 1792)
- 1867 - Jean Victor Poncelet, matematico e ingegnere francese (n. 1788)
- 1867 - Théodore Rousseau, pittore francese (n. 1812)
- 1868 - Stanislao Bianciardi, pedagogista italiano (n. 1811)
- 1869 - Karl August von Reisach, cardinale e arcivescovo cattolico tedesco (n. 1800)
- 1869 - Agnese Schebest, cantante lirica austriaca (n. 1813)
- 1870 - Gustavo Adolfo Bécquer, poeta, scrittore e giornalista spagnolo (n. 1836)
- 1870 - Enrico Orfei, cardinale e arcivescovo cattolico italiano (n. 1800)
- 1871 - Edward Law, I conte di Ellenborough, politico britannico (n. 1790)
- 1873 - Charles Lenox Remond, attivista e oratore statunitense (n. 1810)
- 1874 - Johann Peter Pixis, pianista e compositore tedesco (n. 1788)
- 1875 - Zsigmond Kemény, politico e scrittore ungherese (n. 1814)
- 1876 - Johann Heinrich Heim, medico e politico svizzero (n. 1802)
- 1880 - George Eliot, scrittrice britannica (n. 1819)
- 1882 - Antonio Giovanola, politico italiano (n. 1814)
- 1884 - Francesco Fiorentino, filosofo e storico della filosofia italiano (n. 1834)
- 1885 - Louis René Tulasne, botanico francese (n. 1815)
- 1887 - Ferdinand Vandeveer Hayden, geologo statunitense (n. 1829)
- 1887 - James Weir, calciatore scozzese (n. 1851)
- 1888 - Natale Betti, pittore italiano (n. 1826)
- 1888 - Isaac Thomas Hecker, presbitero statunitense (n. 1819)
- 1888 - Michail Tarielovič Loris-Melikov, politico e generale russo (n. 1826)
- 1889 - Édouard Baldus, fotografo francese (n. 1813)
- 1890 - Amilcare Ancona, architetto, archeologo e numismatico italiano (n. 1839)
- 1890 - Gottlieb Samuel Studer, alpinista svizzero (n. 1804)
- 1893 - Jonas Wenström, ingegnere e inventore svedese (n. 1855)
- 1895 - Melchiorre De Filippis Delfico, compositore, cantante lirico e librettista italiano (n. 1825)
- 1898 - Wilhelm Dames, paleontologo tedesco (n. 1843)
- 1899 - Ulisse Barbieri, drammaturgo, scrittore e patriota italiano (n. 1842)
- 1899 - Hugh Grosvenor, I duca di Westminster, nobile e politico inglese (n. 1825)
- 1899 - Dwight L. Moody, editore statunitense (n. 1837)
- 1899 - Giuseppe Tassini, storico italiano (n. 1827)
- 1900 - Lodovico Biagi, letterato e linguista italiano (n. 1845)

## XX secolo(271)
- 1901 - Henry George Madan, chimico britannico (n. 1838)
- 1901 - Tamerlan Thorell, aracnologo svedese (n. 1830)
- 1902 - James S. Boynton, politico statunitense (n. 1833)
- 1902 - Richard von Krafft-Ebing, psichiatra e neurologo tedesco (n. 1840)
- 1903 - Mitrofan Petrovič Beljaev, musicista e editore musicale russo (n. 1836)
- 1903 - Otto Hartwig, bibliotecario e storico tedesco (n. 1830)
- 1908 - Georg Christian Franz von Lobkowitz, politico boemo (n. 1835)
- 1909 - Gustav Breddin, entomologo tedesco (n. 1864)
- 1911 - Gian Pietro Marcucci Poltri, patriota e militare italiano (n. 1869)
- 1913 - Francesco Maria Di Francia, presbitero italiano (n. 1853)
- 1914 - Ion Bălaceanu, politico rumeno (n. 1828)
- 1914 - Gaetano Toscano, politico italiano (n. 1827)
- 1915 - Daniel Giraud Elliot, zoologo statunitense (n. 1835)
- 1915 - Albert Theodor Otto von Emmich, generale tedesco (n. 1848)
- 1915 - Pascal Sicurani, militare francese (n. 1869)
- 1917 - Francesca Saverio Cabrini, religiosa, missionaria e educatrice italiana (n. 1850)
- 1918 - Charles Edward Perugini, pittore inglese (n. 1839)
- 1919 - Boy Capel, giocatore di polo britannico (n. 1881)
- 1919 - Hermann Weingärtner, ginnasta tedesco (n. 1864)
- 1922 - Abdullah Muhammad Shah II di Perak, sovrano malese (n. 1842)
- 1922 - Giacomo Orefice, compositore e pianista italiano (n. 1865)
- 1923 - Georg Luger, inventore, imprenditore e ingegnere austriaco (n. 1849)
- 1924 - Karl Denke, serial killer tedesco (n. 1860)
- 1925 - Ersilia Caetani Lovatelli, archeologa italiana (n. 1840)
- 1925 - Ernesto d'Assia-Philippsthal, nobile (n. 1846)
- 1925 - Alice Heine, nobildonna (n. 1858)
- 1926 - Gérard Cooreman, politico belga (n. 1852)
- 1926 - Daniel Gooch, esploratore gallese (n. 1869)
- 1927 - Stefan Popiel, calciatore polacco (n. 1896)
- 1928 - Selma Nicklaß-Kempnert, soprano e insegnante tedesca (n. 1850)
- 1928 - Evan Noel, tennista britannico (n. 1879)
- 1930 - Vintilă Brătianu, politico rumeno (n. 1867)
- 1932 - Giuseppe Di Stefano Napolitani, politico italiano (n. 1861)
- 1932 - Giuseppe Padulli, scacchista italiano (n. 1898)
- 1932 - JL Roop, animatore e scultore statunitense (n. 1869)
- 1933 - Lelio Bonin Longare, diplomatico e politico italiano (n. 1859)
- 1933 - Osvald Moberg, ginnasta svedese (n. 1888)
- 1934 - Wallace Thurman, scrittore, saggista e giornalista statunitense (n. 1902)
- 1935 - Sophie Braslau, contralto statunitense (n. 1892)
- 1935 - Renato De Martino, militare italiano (n. 1908)
- 1935 - Enrico Santoro, militare italiano (n. 1898)
- 1935 - Luigi Santucci, militare italiano (n. 1895)
- 1936 - Willy Bocola, aviatore e militare italiano (n. 1905)
- 1936 - Louise Deglane, fotografa francese (n. 1868)
- 1936 - Luigi Nerieri, aviatore e militare italiano (n. 1912)
- 1936 - Nikolaj Ostrovskij, scrittore sovietico (n. 1904)
- 1937 - Violet Lindsay, artista inglese (n. 1856)
- 1937 - Arthur Thost, medico tedesco (n. 1854)
- 1938 - Johannes Wilhjelm, pittore danese (n. 1868)
- 1938 - Albert Fraenkel, medico tedesco (n. 1864)
- 1938 - Aarne Pohjonen, ginnasta finlandese (n. 1886)
- 1939 - Mario Massai, giornalista, aviatore e militare italiano (n. 1892)
- 1939 - Ma Rainey, cantante statunitense (n. 1886)
- 1939 - Østen Østensen, tiratore a segno norvegese (n. 1878)
- 1940 - Mario Castagneri, fotografo e restauratore italiano (n. 1892)
- 1940 - D'Arcy McCrea, tennista e chirurgo irlandese (n. 1896)
- 1940 - Enrico Nani, baritono italiano (n. 1872)
- 1940 - Luigi Segato, generale italiano (n. 1856)
- 1940 - Nathanael West, scrittore statunitense (n. 1903)
- 1941 - Leopoldo Mugnone, direttore d'orchestra italiano (n. 1858)
- 1942 - Stefano Cattaffi, militare italiano (n. 1917)
- 1942 - Hans Coppi, antifascista tedesco (n. 1916)
- 1942 - John Graudenz, giornalista tedesco (n. 1884)
- 1942 - Arvid Harnack, economista, giurista e antifascista tedesco (n. 1901)
- 1942 - Horst Heilmann, militare tedesco (n. 1923)
- 1942 - Herbert Leupold, fondista e sciatore di pattuglia militare tedesco (n. 1908)
- 1942 - Giuseppe Mazzocca, militare italiano (n. 1922)
- 1942 - Giuseppe Plado Mosca, militare italiano (n. 1918)
- 1942 - Enrico Rebeggiani, militare italiano (n. 1916)
- 1942 - Harro Schulze-Boysen, antifascista e ufficiale tedesco (n. 1909)
- 1942 - Libertas Schulze-Boysen, attivista tedesca (n. 1913)
- 1942 - Elisabeth Schumacher, artista tedesca (n. 1904)
- 1942 - Kurt Schumacher, scultore tedesco (n. 1905)
- 1942 - Ilse Stöbe, giornalista e antifascista tedesca (n. 1911)
- 1942 - Rudolf von Scheliha, militare e diplomatico tedesco (n. 1897)
- 1943 - Henri Abraham, fisico e docente francese (n. 1868)
- 1943 - Dario Cagno, partigiano e anarchico italiano (n. 1899)
- 1943 - Beatrix Potter, illustratrice, scrittrice e naturalista britannica (n. 1866)
- 1944 - Alfredo Carzino, partigiano e calciatore italiano (n. 1899)
- 1944 - Orazio Gavioli, botanico e chirurgo italiano (n. 1871)
- 1944 - Harry Langdon, attore, regista e produttore cinematografico statunitense (n. 1884)
- 1944 - Karl Pötzinger, militare tedesco (n. 1908)
- 1945 - Otto Neurath, sociologo, economista e filosofo austriaco (n. 1882)
- 1946 - Alajos Bruckner, nuotatore ungherese (n. 1889)
- 1946 - Felice Corini, ingegnere e politico italiano (n. 1889)
- 1947 - Bruno Biagi, avvocato e politico italiano (n. 1889)
- 1947 - Richard Heidrich, generale tedesco (n. 1896)
- 1947 - Gottlob Linck, mineralogista, geologo e cristallografo tedesco (n. 1858)
- 1947 - Maurilio Silvani, arcivescovo cattolico e diplomatico italiano (n. 1882)
- 1947 - Tefta Tashko Koço, soprano albanese (n. 1910)
- 1947 - Otto Weidt, imprenditore tedesco (n. 1883)
- 1948 - Mario Broglio, scrittore, pittore e scultore italiano (n. 1891)
- 1948 - Giuseppe Canepa, avvocato e politico italiano (n. 1865)
- 1948 - Karel Kmetko, arcivescovo cattolico slovacco (n. 1875)
- 1949 - Sebastiano Timpanaro senior, saggista italiano (n. 1888)
- 1950 - Walter Damrosch, compositore e direttore d'orchestra tedesco (n. 1862)
- 1950 - Frederick Freake, giocatore di polo inglese (n. 1876)
- 1950 - Bernhoff Hansen, lottatore norvegese (n. 1877)
- 1951 - Eugenio Casanova, archivista e funzionario italiano (n. 1867)
- 1951 - Karl Koller, generale tedesco (n. 1898)
- 1951 - Gino Viotti, attore italiano (n. 1874)
- 1952 - Charles Théodore Brécard, generale francese (n. 1867)
- 1952 - Georges Le Roy, schermidore francese (n. 1870)
- 1952 - Emilio Rizzi, pittore italiano (n. 1881)
- 1952 - Jurigis Savickis, scrittore lituano (n. 1890)
- 1953 - Maria Bergamas, italiana (n. 1867)
- 1954 - Frederick Ferguson, lottatore statunitense (n. 1884)
- 1954 - Kathleen Key, attrice statunitense (n. 1903)
- 1955 - Mary Josephine Bedford, filantropa e attivista inglese (n. 1861)
- 1955 - Jules De Bisschop, canottiere belga (n. 1879)
- 1955 - Jules-Émile Verschaffelt, fisico belga (n. 1870)
- 1955 - Rose Lichtenstein, attrice tedesca (n. 1887)
- 1956 - Arthur Allman, calciatore inglese (n. 1890)
- 1956 - Henri Callot, schermidore francese (n. 1875)
- 1956 - Nicolae Labiș, poeta rumeno (n. 1935)
- 1957 - Henri Bédarida, italianista, critico letterario e saggista francese (n. 1887)
- 1958 - Louis Würsten, calciatore svizzero (n. 1889)
- 1959 - Eraldo Fico, operaio e partigiano italiano (n. 1915)
- 1959 - Gilda Gray, ballerina e attrice polacca (n. 1901)
- 1959 - Pasquale Jannaccone, economista italiano (n. 1872)
- 1959 - Ekaterina Aleksandrovna Jur'evskaja, russa (n. 1878)
- 1960 - Josip Bitežnik, politico e giurista austriaco (n. 1891)
- 1961 - Elia Dalla Costa, cardinale e arcivescovo cattolico italiano (n. 1872)
- 1961 - Dick Elliott, attore statunitense (n. 1886)
- 1961 - Gustaf Rosenquist, ginnasta svedese (n. 1887)
- 1962 - Alberto Bergamini, giornalista e politico italiano (n. 1871)
- 1962 - Giovanni Formisano, poeta italiano (n. 1878)
- 1962 - Jules Pirard, ginnasta francese (n. 1885)
- 1963 - Arnaldo Clausi Schettini, medico e politico italiano (n. 1905)
- 1963 - Giuseppe Godono, cantante italiano (n. 1876)
- 1963 - José María Mateos, allenatore di calcio spagnolo (n. 1888)
- 1963 - James Irving Miller, giornalista statunitense (n. 1885)
- 1963 - Gian Giorgio Trissino, cavaliere italiano (n. 1877)
- 1964 - Luigi Tamburrano, politico italiano (n. 1894)
- 1964 - Paul Tournon, architetto francese (n. 1881)
- 1965 - Paolo Boetti, militare italiano (n. 1901)
- 1966 - Harry Beaumont, regista, attore e sceneggiatore statunitense (n. 1888)
- 1966 - Lucy Burns, attivista statunitense (n. 1879)
- 1966 - Robert Keith, attore statunitense (n. 1898)
- 1966 - Antonio Lorenzini, funzionario italiano (n. 1894)
- 1968 - Spartaco Di Ciolo, scultore e incisore italiano (n. 1900)
- 1968 - Otto Gelsted, poeta danese (n. 1888)
- 1968 - Gastone Novelli, pittore e docente italiano (n. 1925)
- 1968 - Antonio Sacconi, scacchista e compositore di scacchi italiano (n. 1895)
- 1969 - Willi Allen, attore e musicista tedesco (n. 1909)
- 1969 - Antonio Bottacchi, compositore di scacchi italiano (n. 1900)
- 1969 - Helena Cambridge, nobile britannica (n. 1899)
- 1969 - Alfredo Ferraris, calciatore italiano (n. 1890)
- 1969 - Marcus Melchior, rabbino danese (n. 1897)
- 1969 - Enrique Peñaranda del Castillo, generale e politico boliviano (n. 1892)
- 1969 - Josef von Sternberg, regista, sceneggiatore e produttore cinematografico austriaco (n. 1894)
- 1969 - José Régio, scrittore, poeta e drammaturgo portoghese (n. 1901)
- 1971 - Paul Brochart, velocista belga (n. 1899)
- 1971 - Wally Byron, hockeista su ghiaccio canadese (n. 1894)
- 1971 - Austin Clapp, nuotatore e pallanuotista statunitense (n. 1910)
- 1971 - Nunzio Cossu, poeta e scrittore italiano (n. 1915)
- 1971 - Innocente Dugnani, politico italiano (n. 1902)
- 1971 - Telesforo Fini, imprenditore italiano (n. 1888)
- 1971 - Fred Guy, suonatore di banjo e chitarrista statunitense (n. 1897)
- 1971 - Albert Lieven, attore tedesco (n. 1906)
- 1971 - Harry Reynolds, montatore statunitense (n. 1901)
- 1972 - André Devauchelle, ciclista su strada francese (n. 1904)
- 1972 - Giorgio Piccardi, chimico italiano (n. 1895)
- 1972 - Giovanni Reggio, velista italiano (n. 1888)
- 1973 - Virgil Exner, designer statunitense (n. 1909)
- 1973 - Chieko Naniwa, attrice giapponese (n. 1907)
- 1973 - Irna Phillips, autrice televisiva statunitense (n. 1901)
- 1974 - Spartaco Beltrand, politico italiano (n. 1905)
- 1974 - Fosco Giachetti, attore italiano (n. 1900)
- 1974 - Ivison Macadam, ingegnere scozzese (n. 1894)
- 1975 - Anatolij Vlasov, fisico russo (n. 1908)
- 1975 - Madame Yevonde, fotografa britannica (n. 1893)
- 1976 - Martín Luis Guzmán, scrittore, giornalista e diplomatico messicano (n. 1887)
- 1977 - Rosette Anday, mezzosoprano ungherese (n. 1899)
- 1977 - Sergio Cavina, politico italiano (n. 1929)
- 1977 - Johann Nepomuk David, compositore austriaco (n. 1895)
- 1977 - Karl John, attore tedesco (n. 1905)
- 1977 - Frank Thiess, scrittore tedesco (n. 1890)
- 1978 - Rochus Gliese, scenografo, regista e attore tedesco (n. 1891)
- 1978 - Mária Mednyánszky, tennistavolista ungherese (n. 1901)
- 1978 - Tecla Scarano, attrice italiana (n. 1894)
- 1979 - Ferruccio Hellmann, ingegnere e dirigente sportivo italiano (n. 1899)
- 1979 - Luigi Oggioni, magistrato italiano (n. 1892)
- 1979 - George Pollock, regista inglese (n. 1907)
- 1979 - Darryl F. Zanuck, produttore cinematografico statunitense (n. 1902)
- 1980 - Miriam Battista, attrice statunitense (n. 1912)
- 1980 - Alessandro Marcello Del Majno, militare e antifascista italiano (n. 1894)
- 1980 - František Studený, pittore e grafico slovacco (n. 1911)
- 1981 - Bernardo José Bueno Miele, arcivescovo cattolico brasiliano (n. 1923)
- 1982 - Maria Luisa Astaldi, scrittrice, critico letterario e giornalista italiana (n. 1899)
- 1982 - Giancarlo Cappelli, montatore italiano (n. 1912)
- 1983 - Byron Evard, cestista e allenatore di pallacanestro statunitense (n. 1908)
- 1984 - Frank McMahon, drammaturgo statunitense (n. 1919)
- 1985 - Marco Angeli, medico e politico italiano (n. 1902)
- 1985 - D. Boon, cantante, compositore e chitarrista statunitense (n. 1958)
- 1985 - Osvaldo Farrés, compositore cubano (n. 1902)
- 1985 - Ignace Jay Gelb, archeologo statunitense (n. 1907)
- 1985 - Lawrence Hauben, sceneggiatore e attore statunitense (n. 1931)
- 1986 - Nii Amaa Ollennu, politico ghanese (n. 1906)
- 1986 - Mary Burchell, attivista e scrittrice britannica (n. 1904)
- 1986 - Maurice Grosser, pittore, critico d'arte e scenografo statunitense (n. 1903)
- 1986 - Giuseppe Seccatore, calciatore italiano (n. 1901)
- 1986 - Harvey Stephens, attore statunitense (n. 1901)
- 1987 - Mario Frera, attore italiano (n. 1924)
- 1987 - Gustav Fröhlich, attore tedesco (n. 1902)
- 1987 - José Oliveira, compositore, polistrumentista e doppiatore brasiliano (n. 1904)
- 1987 - Luca Prodan, cantautore italiano (n. 1953)
- 1987 - Alice Terry, attrice statunitense (n. 1900)
- 1988 - Franziska Boas, ballerina statunitense (n. 1902)
- 1988 - Chico Mendes, sindacalista, politico e ambientalista brasiliano (n. 1944)
- 1988 - Maurice Montuclard, scrittore francese (n. 1904)
- 1988 - Kari Rönnholm, cestista finlandese (n. 1945)
- 1988 - Tucker Smith, attore, cantante e ballerino statunitense (n. 1936)
- 1989 - Samuel Beckett, drammaturgo, scrittore e poeta irlandese (n. 1906)
- 1989 - Vasile Milea, generale e politico rumeno (n. 1927)
- 1989 - Massimo Serato, attore italiano (n. 1917)
- 1990 - Robin Friday, calciatore inglese (n. 1952)
- 1990 - Vittore Pisani, glottologo italiano (n. 1899)
- 1991 - Ferruccio Bonivento, arbitro di calcio italiano (n. 1906)
- 1991 - Franz Brunner, pallamanista austriaco (n. 1913)
- 1991 - James C. Fletcher, fisico statunitense (n. 1919)
- 1991 - Donald Gibson, architetto britannico (n. 1908)
- 1991 - Ernesto Grassi, filosofo italiano (n. 1902)
- 1991 - Ernst Křenek, compositore e direttore d'orchestra austriaco (n. 1900)
- 1991 - Tina Merlin, giornalista, scrittrice e partigiana italiana (n. 1926)
- 1991 - Jack Otterson, scenografo statunitense (n. 1905)
- 1991 - Bruno Pellizzari, pistard italiano (n. 1907)
- 1992 - Bolaji Badejo, attore nigeriano (n. 1953)
- 1992 - Charlie Black, cestista statunitense (n. 1921)
- 1992 - Aura Buzescu, attrice, regista teatrale e docente rumena (n. 1894)
- 1992 - Andrea Forzano, regista e sceneggiatore italiano (n. 1915)
- 1992 - Frederick William Franz, predicatore statunitense (n. 1893)
- 1992 - Erik Lindén, lottatore svedese (n. 1911)
- 1992 - Armando Ossena, multiplista e dirigente sportivo italiano (n. 1918)
- 1992 - Italo Pedroncelli, sciatore alpino e allenatore di sci alpino italiano (n. 1935)
- 1992 - Francesco Roccella, giornalista e politico italiano (n. 1924)
- 1992 - Ivan Tregubov, hockeista su ghiaccio sovietico (n. 1930)
- 1993 - Mario Amendola, commediografo, sceneggiatore e regista italiano (n. 1910)
- 1993 - Sylvia Bataille, attrice francese (n. 1908)
- 1993 - Marion Burns, attrice statunitense (n. 1907)
- 1993 - Don DeFore, attore statunitense (n. 1913)
- 1993 - Riccardo Forte, giornalista italiano (n. 1904)
- 1993 - Ferenc Kropacsek, calciatore ungherese (n. 1899)
- 1993 - Alexander Mackendrick, sceneggiatore e regista statunitense (n. 1912)
- 1993 - Gennaro Marchese, arbitro di calcio italiano (n. 1918)
- 1993 - Marino Piazza, cantastorie italiano (n. 1909)
- 1993 - Ernst Schmidt, progettista tedesco (n. 1905)
- 1993 - Jozef Van Ginderen, calciatore belga (n. 1925)
- 1994 - Nobuko Otowa, attrice giapponese (n. 1924)
- 1995 - William Cottrell, sceneggiatore e regista statunitense (n. 1906)
- 1995 - Osvald Käpp, lottatore estone (n. 1905)
- 1995 - Butterfly McQueen, attrice statunitense (n. 1911)
- 1995 - James Meade, economista britannico (n. 1907)
- 1995 - Klimentij Borisovič Minc, regista cinematografico sovietico (n. 1908)
- 1995 - Hisashi Sakaguchi, fumettista e animatore giapponese (n. 1946)
- 1996 - Garrett Birkhoff, matematico statunitense (n. 1911)
- 1996 - Vinnie Ernst, cestista statunitense (n. 1942)
- 1996 - Antonio Guarra, politico e avvocato italiano (n. 1928)
- 1996 - Ruggero Moro, ciclista su strada italiano (n. 1916)
- 1997 - Paolo Bacilieri, cantante italiano (n. 1925)
- 1997 - Wincenty Wawro, cestista e allenatore di pallacanestro polacco (n. 1931)
- 1998 - Pedro Araya Zavala, cestista cileno (n. 1925)
- 1998 - Jean Malaquais, scrittore francese (n. 1908)
- 1998 - Michelle Thomas, attrice statunitense (n. 1968)
- 1999 - Åke Hjalmarsson, calciatore svedese (n. 1922)
- 1999 - Tamara Lees, attrice britannica (n. 1924)
- 2000 - Lianella Carell, giornalista, attrice e scrittrice italiana (n. 1927)
- 2000 - Giuseppe Colnago, pilota motociclistico italiano (n. 1923)
- 2000 - Vytautas Kulakauskas, cestista sovietico (n. 1920)
- 2000 - Stuart Lancaster, attore statunitense (n. 1920)
- 2000 - Gino Pallotti, fumettista, vignettista e illustratore italiano (n. 1920)

## XXI secolo(136)
- 2001 - Grzegorz Ciechowski, cantante, compositore e poeta polacco (n. 1957)
- 2001 - Lance Fuller, attore statunitense (n. 1928)
- 2001 - Jovan Gojković, calciatore serbo (n. 1975)
- 2001 - Shidzue Katō, politica giapponese (n. 1897)
- 2001 - Jan Kott, saggista e critico teatrale polacco (n. 1914)
- 2001 - Jacques Mayol, apneista francese (n. 1927)
- 2001 - Luciano Parinetto, filosofo italiano (n. 1934)
- 2002 - Rudolf Bartonec, calciatore cecoslovacco (n. 1916)
- 2002 - Susan Fleming, attrice statunitense (n. 1908)
- 2002 - Desmond Hoyte, politico guyanese (n. 1929)
- 2002 - Wilhelm Kment, allenatore di calcio e calciatore austriaco (n. 1914)
- 2002 - Srboljub Krivokuća, allenatore di calcio e calciatore jugoslavo (n. 1928)
- 2002 - Dario Sabbatucci, storico delle religioni italiano (n. 1923)
- 2002 - Joe Strummer, cantautore, chitarrista e attore britannico (n. 1952)
- 2002 - Kenneth Tobey, attore statunitense (n. 1917)
- 2002 - Gabrielle Wittkop, scrittrice francese (n. 1920)
- 2003 - Wah Chang, designer e artista statunitense (n. 1917)
- 2003 - Nico D'Alessandria, regista e sceneggiatore italiano (n. 1941)
- 2003 - Rose Hill, attrice e soprano britannica (n. 1914)
- 2003 - George Patterson, cestista statunitense (n. 1939)
- 2003 - Mohamed el-Rashidi, cestista egiziano (n. 1923)
- 2003 - Felice Renoldi, calciatore e allenatore di calcio italiano (n. 1914)
- 2004 - Mario Curletto, schermidore, maestro di scherma e dirigente sportivo italiano (n. 1935)
- 2004 - Josip Generalić, pittore croato (n. 1936)
- 2005 - Adriano Franceschini, storico e epigrafista italiano (n. 1920)
- 2005 - Aurora Miranda, cantante e attrice brasiliana (n. 1915)
- 2006 - Nikolaj Jakovenko, lottatore sovietico (n. 1941)
- 2006 - Elena Muchina, ginnasta sovietica (n. 1960)
- 2006 - Phillip Pine, attore statunitense (n. 1920)
- 2006 - Galina Ivanovna Ustvol'skaja, compositrice sovietica (n. 1919)
- 2006 - Manuela Wiesler, flautista austriaca (n. 1955)
- 2007 - Massimo Ceccotti, giocatore di baseball, allenatore di baseball e dirigente sportivo italiano (n. 1931)
- 2007 - Chrysostomos I di Cipro, arcivescovo ortodosso e politico cipriota (n. 1927)
- 2007 - Julien Gracq, scrittore francese (n. 1910)
- 2007 - Xhanfise Keko, regista e montatrice albanese (n. 1928)
- 2007 - Lucien Teisseire, ciclista su strada francese (n. 1919)
- 2008 - Lansana Conté, politico e militare guineano (n. 1934)
- 2008 - Norm Cook, cestista statunitense (n. 1955)
- 2008 - Piero Forcella, giornalista italiano (n. 1924)
- 2008 - Carmo de Souza, cestista brasiliano (n. 1940)
- 2009 - Michael Currie, attore statunitense (n. 1928)
- 2009 - René Margotton, pittore, litografo e illustratore francese (n. 1915)
- 2009 - Albert Scanlon, calciatore inglese (n. 1935)
- 2009 - Jacques Sylla, politico malgascio (n. 1946)
- 2009 - Muddy Wehara, fumettista giapponese (n. 1957)
- 2010 - Filomena Delli Castelli, politica italiana (n. 1916)
- 2010 - Gianna Galli, soprano italiano (n. 1935)
- 2010 - Vincenzo Mazzei, politico italiano (n. 1913)
- 2010 - Michail Tumanišvili, regista sovietico (n. 1935)
- 2011 - Giovanni Maria Accame, critico d'arte, storico dell'arte e docente italiano (n. 1941)
- 2011 - Per Gunnar Berlin, lottatore svedese (n. 1921)
- 2011 - María Pastorino, cestista argentina (n. 1934)
- 2011 - Giorgio Zanniboni, politico italiano (n. 1935)
- 2012 - Emidio Greco, regista e sceneggiatore italiano (n. 1938)
- 2012 - Cliff Osmond, attore e docente statunitense (n. 1937)
- 2012 - Maria Rudolf, partigiana slovena (n. 1926)
- 2012 - Arkadij Vorob'ëv, sollevatore e saggista sovietico (n. 1924)
- 2013 - John Grefe, scacchista statunitense (n. 1947)
- 2013 - Lázaro Rivas, lottatore cubano (n. 1975)
- 2013 - Viktor Sarianidi, archeologo sovietico (n. 1929)
- 2014 - Christine Cavanaugh, attrice e doppiatrice statunitense (n. 1963)
- 2014 - Joe Cocker, cantante e musicista britannico (n. 1944)
- 2014 - Luigi Dellavedova, calciatore italiano (n. 1934)
- 2014 - Nate Fox, cestista statunitense (n. 1977)
- 2014 - Maurizio Lotti, politico italiano (n. 1940)
- 2014 - Jack Lovejoy, scrittore di fantascienza statunitense (n. 1937)
- 2014 - Carlo Maria Pensa, giornalista e drammaturgo italiano (n. 1921)
- 2014 - Joseph Sargent, regista, attore e produttore televisivo statunitense (n. 1925)
- 2015 - Elio Lugaresi, neurologo italiano (n. 1926)
- 2015 - Freda Meissner-Blau, attivista e politica austriaca (n. 1927)
- 2015 - Franco Rusticali, medico e politico italiano (n. 1938)
- 2016 - Maurizio Danielli, canottiere italiano (n. 1949)
- 2016 - Evgenij Džugašvili, militare russo (n. 1936)
- 2016 - Vincenzo Ravera, calciatore italiano (n. 1933)
- 2016 - Franca Sozzani, giornalista italiana (n. 1950)
- 2016 - Alberto Statera, giornalista e scrittore italiano (n. 1947)
- 2016 - Lella Vignelli, artista e designer italiana (n. 1934)
- 2016 - Miruts Yifter, mezzofondista etiope (n. 1944)
- 2017 - Lois Bourne, inglese (n. 1928)
- 2017 - Stelio De Carolis, politico italiano (n. 1937)
- 2017 - Leon J. Kamin, psicologo statunitense (n. 1927)
- 2018 - Paddy Ashdown, politico e diplomatico britannico (n. 1941)
- 2018 - Enzo Boschi, geofisico italiano (n. 1942)
- 2018 - Jean Bourgain, matematico belga (n. 1954)
- 2018 - Jane Langton, scrittrice e illustratrice statunitense (n. 1922)
- 2018 - Giorgio Lunghini, economista italiano (n. 1938)
- 2018 - Roberto Suazo Córdova, politico e medico honduregno (n. 1927)
- 2018 - Talal bin Abd al-Aziz Al Sa'ud, principe, politico e imprenditore saudita (n. 1931)
- 2019 - Richard Alpert, psicologo e mistico statunitense (n. 1931)
- 2019 - Gabriel Borra, ciclista su strada belga (n. 1937)
- 2019 - Tony Britton, attore britannico (n. 1924)
- 2019 - Myrtle Cagle, aviatrice statunitense (n. 1925)
- 2019 - Fritz Künzli, calciatore svizzero (n. 1946)
- 2019 - Maurizio Noci, politico italiano (n. 1937)
- 2019 - Elizabeth Spencer, scrittrice statunitense (n. 1921)
- 2019 - Leonzio Veggio, politico italiano (n. 1922)
- 2020 - Joachim Bäse, calciatore tedesco occidentale (n. 1939)
- 2020 - Claude Brasseur, attore francese (n. 1936)
- 2020 - Norma Gladys Cappagli, modella argentina (n. 1939)
- 2020 - Zeke Lowe, batterista e compositore statunitense (n. 1949)
- 2020 - Muhammad Mustafa Mero, politico siriano (n. 1941)
- 2020 - Domenico Mario Nuti, economista italiano (n. 1937)
- 2020 - Özkan Sümer, calciatore e allenatore di calcio turco (n. 1940)
- 2020 - Stella Tennant, supermodella britannica (n. 1970)
- 2020 - Rubén Tierrablanca González, vescovo cattolico e teologo messicano (n. 1952)
- 2020 - Antonio Vacca, vescovo cattolico italiano (n. 1934)
- 2020 - Leslie West, cantante e chitarrista statunitense (n. 1945)
- 2021 - Alessandro Casse, sciatore di velocità italiano (n. 1946)
- 2021 - Antonio Falconio, giornalista e politico italiano (n. 1938)
- 2021 - Corporal Kirchner, wrestler statunitense (n. 1957)
- 2021 - Robin Le Mesurier, chitarrista, musicista e personaggio televisivo britannico (n. 1953)
- 2021 - Frédéric Manns, francescano, presbitero e biblista francese (n. 1942)
- 2021 - Brian Rowan, calciatore scozzese (n. 1948)
- 2022 - Thom Bell, cantautore e produttore discografico statunitense (n. 1943)
- 2022 - Cecilia Contu, politica italiana (n. 1936)
- 2022 - Vera Gutkina, pittrice, poetessa e scrittrice russa (n. 1953)
- 2022 - Guido Pistocchi, trombettista, cantante e arrangiatore italiano (n. 1937)
- 2022 - Anton Tkáč, pistard cecoslovacco (n. 1951)
- 2022 - Ronan Vibert, attore britannico (n. 1964)
- 2022 - Walter Washington, cantante e chitarrista statunitense (n. 1943)
- 2022 - Big Scarr, rapper statunitense (n. 2000)
- 2023 - Tom Bogs, pugile danese (n. 1944)
- 2023 - Nino Di Paolo, generale italiano (n. 1946)
- 2023 - Sajid Khan, attore indiano (n. 1951)
- 2023 - Ernesto G. Laura, critico cinematografico, regista e saggista italiano (n. 1932)
- 2023 - Ryan Minor, cestista, giocatore di baseball e allenatore di baseball statunitense (n. 1974)
- 2023 - Ugo Maria Morosi, attore e doppiatore italiano (n. 1941)
- 2023 - Armando Sardi, velocista italiano (n. 1940)
- 2023 - Garly Sojo, cestista venezuelano (n. 1999)
- 2023 - Ingrid Steeger, attrice tedesca (n. 1947)
- 2023 - Giancarlo Tesini, politico e dirigente sportivo italiano (n. 1929)
- 2023 - Thomas Stafford Williams, cardinale e arcivescovo cattolico neozelandese (n. 1930)
- 2024 - Dieter Lindner, calciatore tedesco (n. 1939)
- 2024 - Liu Yuan, sassofonista e musicista cinese (n. 1960)
- 2024 - Tito Rodinetti, pugile italiano (n. 1936)
- 2024 - Augusto Rollandin, politico e veterinario italiano (n. 1949)

## Senza anno specificato(1)
- Guido di Amiens, vescovo cattolico francese